# Robert Engels
Robert Engels (* 9. März 1866 in Solingen; † 24. Mai 1926 in München) war ein deutscher Maler, Grafiker, Lithograf, Kunstgewerbler und Hochschullehrer.

## Biografie

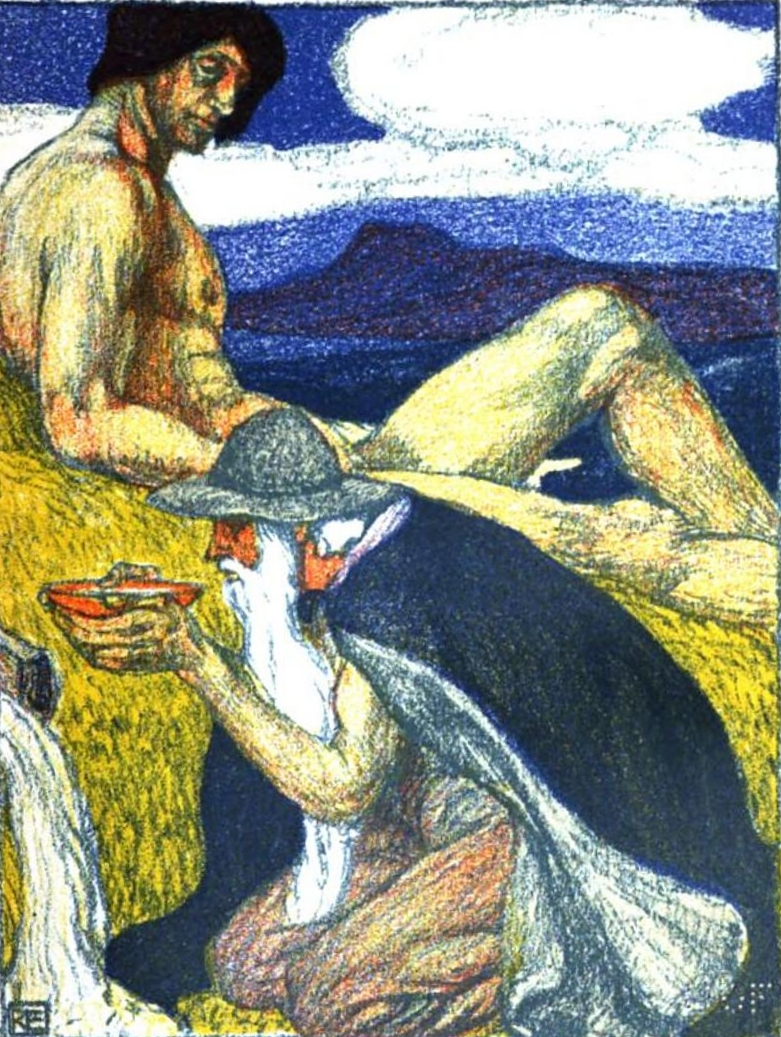
Odin am Brunnen der Weisheit, Buchillustration, veröffentlicht 1903

Robert Engels war der älteste Sohn des Solinger Stahlwarenhändlers Robert Engels († 1885) (in Gesenkschmiede J. P. Engels) und dessen Ehefrau Auguste Engels geborene Kirschbaum. Da er sich für das Geschäft wenig interessierte, begann er nach dem Tod seines Vaters ein Studium der Malerei an der Kunstakademie Düsseldorf (1886–1889). Dort waren Hugo Crola, Johann Peter Theodor Janssen, Heinrich Lauenstein und Adolf Schill seine Lehrer. Außerdem bildete er sich durch Aufenthalte in Frankreich, Belgien und England fort. Dann war er in Düsseldorf tätig. 
1898 nahm Engels eine Tätigkeit in München auf, von 1905 bis 1910 unterrichtete er Aktmalerei an der Damenakademie des Münchner Künstlerinnenvereins. 1910 wurde er Lehrer und später Professor an der Kunstgewerbeschule München. Im Jahr 1908 heiratete Engels seine Schülerin Gustava von Veith (1879–1970). Er wurde Mitarbeiter der Zeitschrift Jugend und 1912 Mitglied des Deutschen Werkbundes. Unter seinen Studenten waren unter anderem Franz Kolbrand (1892–1952), Erwin Bowien (1899–1972), Otto Michael Schmitt (1904–1992) und sein Meisterschüler Carl Otto Müller (1901–1970). Aus seinem Nachlass und dem seiner Ehefrau Gustava sind zahlreiche Briefwechsel erhalten, u. a. seine Kontakte zur Schondorfer Künstlerkolonie, Schriftstücke zu seinen Aufträgen, u. a. für die Unternehmerfamilien Krupp und Krawehl im Ruhrgebiet, zu Entwürfen für Kirchenfenster in Breslau und zu Bühnenbildern für Theater in München und Leipzig.
Nach dem Tod ihres Ehemanns übergab Gustava Engels im Jahr 1934 große Teile seines künstlerischen Nachlasses (110 Gemälde und etwa 1300 Zeichnungen) an die Robert-Engels-Gedächtnis-Stiftung, die von der Stadt Solingen durch einen städtischen Verwaltungsausschuss verwaltet wurde. Als Gegenleistung gewährten Stiftung und Stadt der Witwe ab Ende 1934 eine monatliche Rente. Die Übertragung eines zweiten, etwa gleich großen Teils des Nachlasses folgte 1955. Nach ihrem Tod fielen auch seine restlichen künstlerischen Arbeiten und ihr persönlicher Nachlass an die Stadt.

## Werk

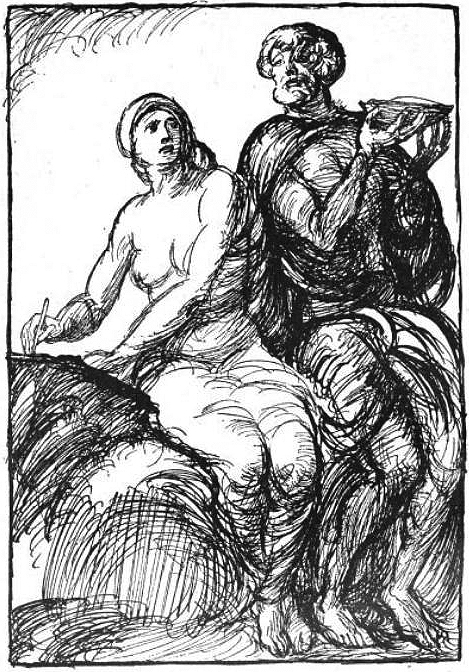
Sága und Odin, 1919

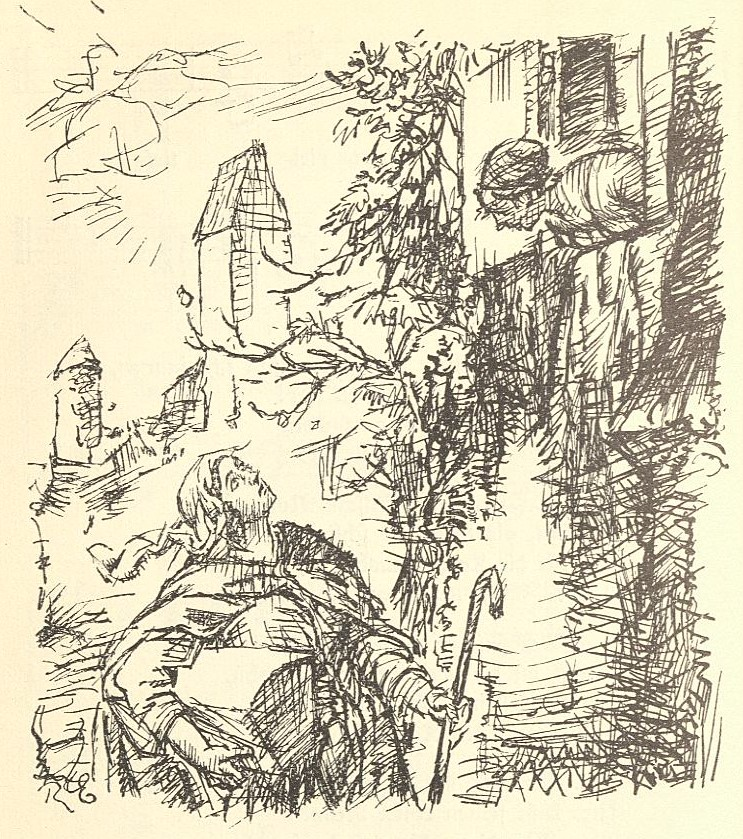
Illustration zum Volkslied Das jüngste Schwesterlein (1926)

- 1906: Illustrationen zu dem Band:
Balladen von Börries Freiherrn von Münchhausen. 2., veränderte und vermehrte Auflage, F. A. Lattmann, Berlin o. J. (1906).
- 1912: Illustrationen (Holzschnitte) für die Jubiläums-Festschrift des Unternehmens Krupp:
Krupp 1812–1912. Festschrift zum hundertjährigen Bestehen der Firma Krupp und der Gußstahlfabrik zu Essen/Ruhr. Essen 1912. (mit 4 Originalradierungen von Walter Conz sowie Textholzschnitten von Robert Engels und Carl Thiemann)
- Carl Köhler (Hrsg.): Volkslieder von der Mosel und Saar : mit Bildern und Weisen.  Bilder von Robert Engels. Deutsches Volksliedarchiv. Frankfurt am Main : Diesterweg, 1926